# Anisien
Stratigraphie
Olenekien Ladinien
Trias inférieur
Sur l’échelle des temps géologiques, l’Anisien est l’étage inférieur ou le plus ancien de la série stratigraphique du Trias moyen. Il s'étend de 247,2 millions d'années à 242 millions d'années environ,. L'étage anisien suit l’Olenekien et précède le Ladinien.

## Définitions stratigraphiques
L’étage anisien a été identifié en 1895 par les géologues autrichiens Wilhelm Heinrich Waagen et Carl Diener (de), qui l’ont baptisé en référence à Anisus, le nom latin de l’Enns. Le site de référence original est Großreifling en Styrie (Autriche).
| Système                                            | Série     | Étage         | Age (Ma)    |
| -------------------------------------------------- | --------- | ------------- | ----------- |
| Jurassique                                         | Inférieur | Hettangien    | plus récent |
| Trias                                              | Supérieur | Rhétien       | 201.3–208.5 |
| Trias                                              | Supérieur | Norien        | 208.5–~228  |
| Trias                                              | Supérieur | Carnien       | ~228–~235   |
| Trias                                              | Moyen     | Ladinien      | ~235–~242   |
| Trias                                              | Moyen     | Anisien       | ~242–247.2  |
| Trias                                              | Inférieur | Olénékien     | 247.2–251.2 |
| Trias                                              | Inférieur | Indusien      | 251.2–252.2 |
| Permien                                            | Lopingien | Changhsingien | plus ancien |
| Subdivision du Trias selon l'IUGS, (Juillet 2012). |           |               |             |

La base de l’étage anisien (c’est-à-dire la base de la série du Trias moyen) est quelquefois fixée dans les relevés stratigraphiques à la première apparition de l'espèce de conodonte appelée Chiosella timorensis ; mais d'autres stratigraphes préfèrent la faire coïncider avec la base de la magnétozone normale MT1n. Le point stratotypique mondial (Global Boundary Stratotype Section and Point, GSSP) proposé pour cette base est le coteau d'une montagne, la Deşli Caira dans la Dobroudja roumaine.
Le toit de l’étage anisien (c’est-à-dire la base du Ladinien) coïncide avec l'apparition de l'espèce d’ammonite appelée Eoprotrachyceras curionii et de la famille des ammonites trachyceratidae. Le conodonte Neogondolella praehungarica apparaît dans la même strate.
Parfois (particulièrement en Europe Centrale) on divise l’étage anisien en quatre sous-étages: l’égéen, le Bythinien, le Pelsonien et l’Illyrien. 
L’étage anisien comporte six biozones d’ammonites :
- zone des Nevadites ;
- zone des Hungarites ;
- zone des Paracératites ;
- zone des Balatonites balatonicus ;

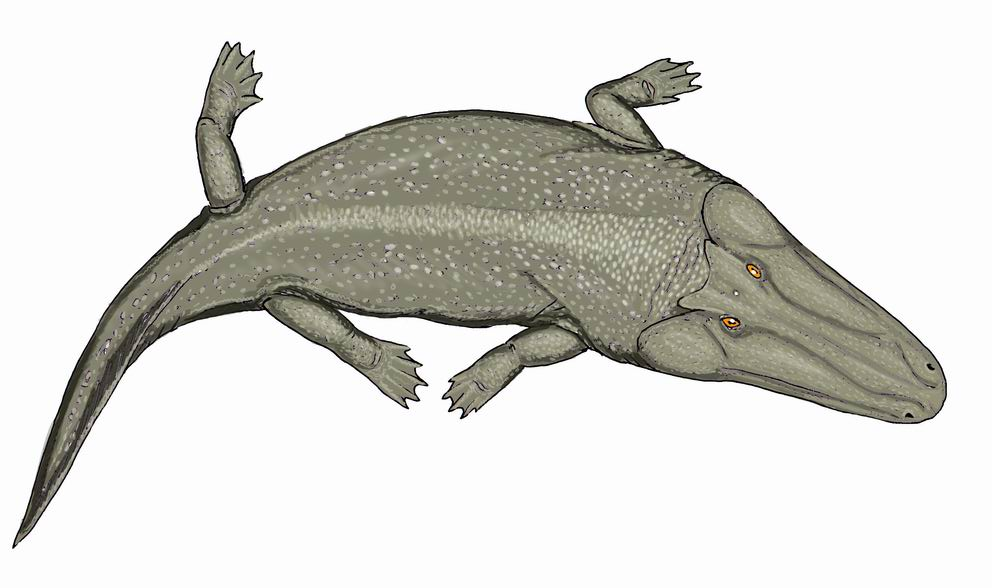
Le Cherninia est un spécimen de temnospondyle géant retrouvé en Inde

- zone des Kocaelia ;
- zone des Acrochordiceras.

## Paléontologie
Le plus vieux fossile de dinosaure potentiel trouvé à ce jour est un morceau d’os pubien dans des roches de l'anisien de la formation de Moenkopi dans l'Arizona. Il pourrait s'agir de l'os d'un herrerasauridae.
Parmi les vertébrés qui vivaient à l'époque de l'anisien, on trouve :
- les ichthyosaures ;

- les prestosuchides.

Parmi les mollusques, on trouve:
- les trigoniides.

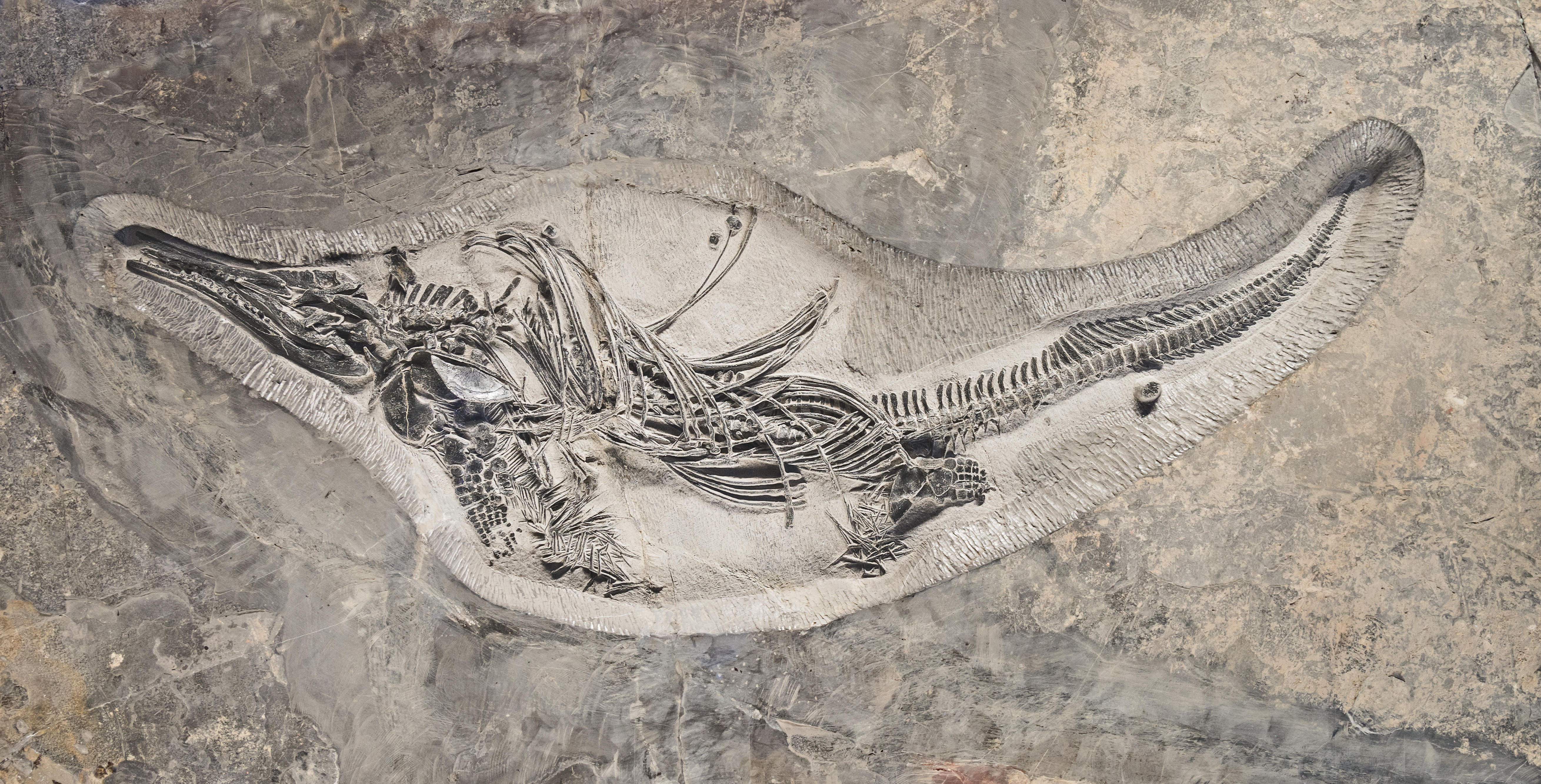
Barracudasauroides panxianensis MHNT.

Parmi les insectes, on trouve date de cette période les premiers fossiles retrouvés de Diptères (mouches), qui joueront progressivement un rôle essentiel dans la pollinisation des plantes à fleurs.